# Schloss Hochdorf (Eberdingen)

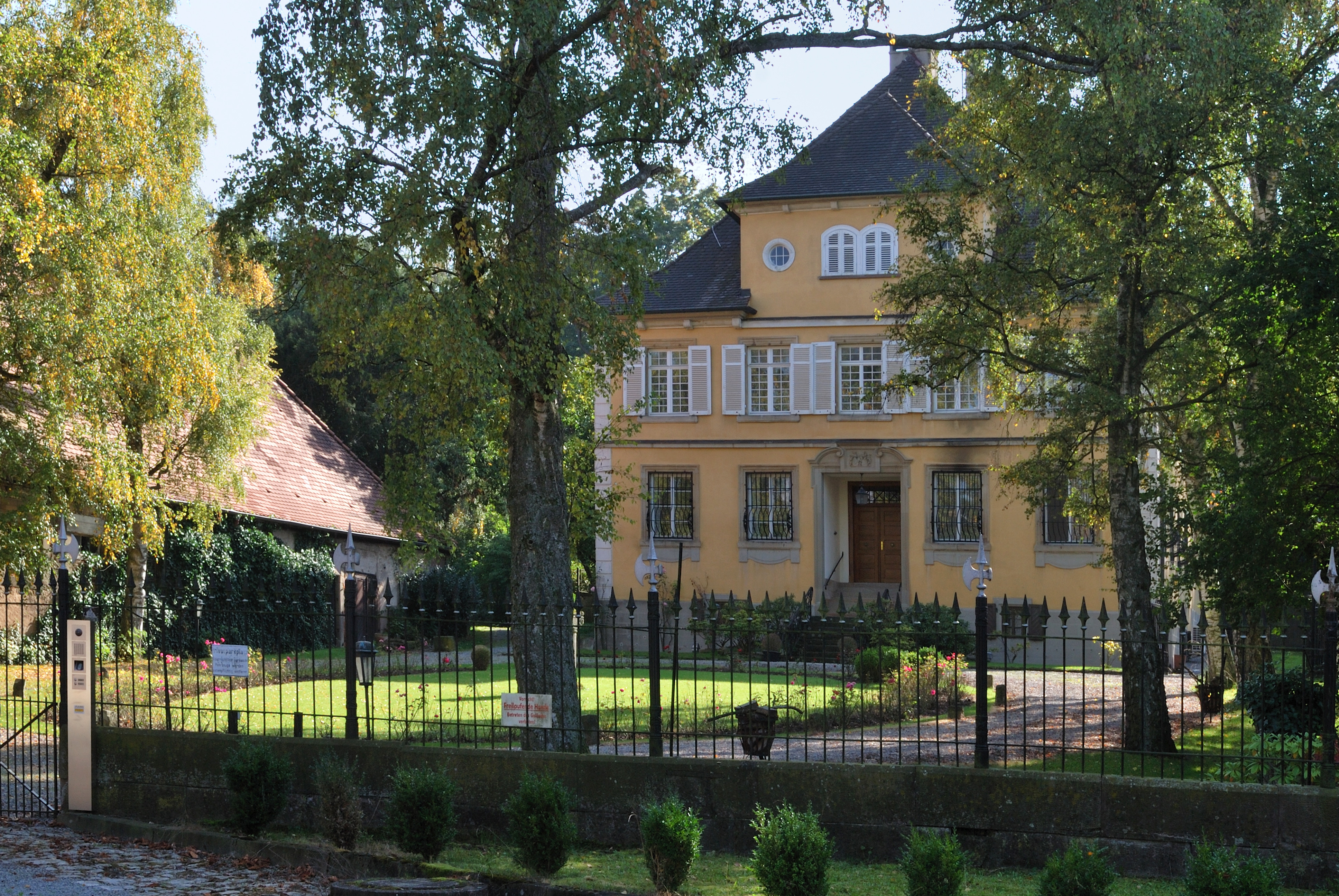
Schloss Hochdorf

Schloss Hochdorf ist ein barockes Landschloss in Hochdorf, einem Ortsteil der Gemeinde Eberdingen im Landkreis Ludwigsburg in Baden-Württemberg.

## Geschichte
Nachdem Philipp Heinrich von Tessin 1709 Hochdorf von den Herren von Münchingen erworben hatte, ließ er 1710 am südlichen Ortsrand ein Landschloss samt einem über 1,5 Hektar großen Schlossgarten erbauen. Gemeinsam mit der Schlosskirche (der heutigen Martinskirche) und dem ehemaligen Schafstall bildet das Schloss eine Art Ehrenhof. Zum Schloss gehörten ursprünglich mehrere Wirtschafts- und Verwaltungsgebäude, die größtenteils in der Nähe des Schlosses liegen.

## Heutige Nutzung
Seit 2022 ist das Hauptgebäude Sitz der Berthold Leibinger Stiftung und der Doris Leibinger Stiftung. Der ehemalige Schafstall, der ehemalige Pferdestall und die Kastenscheuer wurden bis 2021 als Galerie, Kunsthof und Atelier genutzt.